# I Feel for You
«I Feel for You» — песня, написанная американским музыкантом Принсом. Он впервые издал её в своём втором студийном альбоме Prince в 1979 году. В 1984 году песня стала большим международным хитом в перепевке певицы Чаки Хан.
В 2014 году британский музыкальный журнал New Musical Express поместил песню «I Feel for You» в исполнении Чаки Хан на 392-е место своего списка «500 величайших песен всех времён».
19 октября 2019 года, в честь 40-летия альбома Prince, была выпущена акустическая версия песни.

## Позиции в хит-парадах
Годовые чарты:
| Чарт (1984)                  | Позиция |
| ---------------------------- | ------- |
| Великобритания (Gallup Poll) | 12      |